# Café de la Nouvelle Athènes

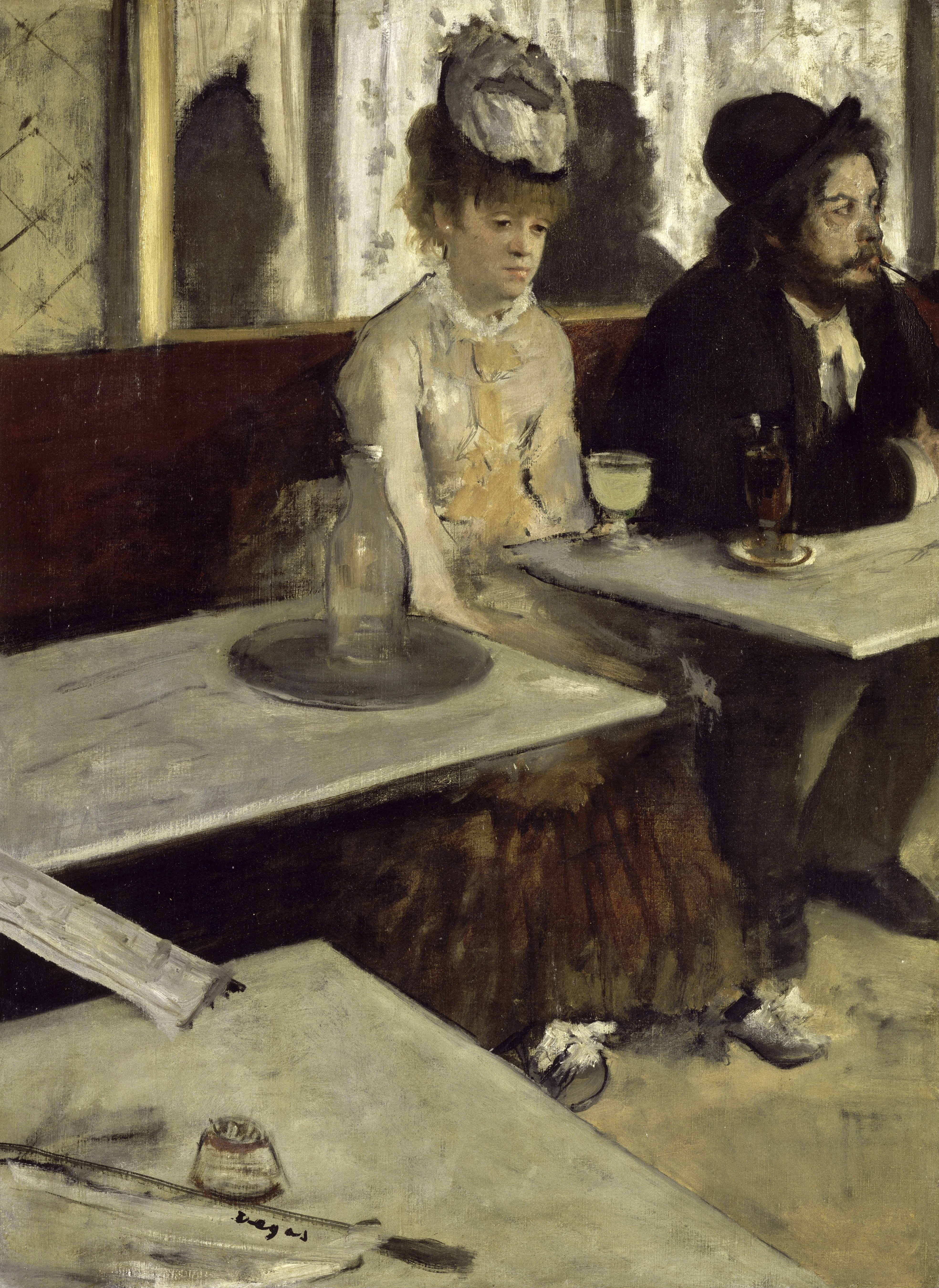
Dos clientes en el Nouvelle Athènes, cuadro El ajenjo, Edgar Degas, 1876.

El Café de La Nouvelle Athènes (Café de la Nueva Atenas), situado en el 9 de la Place Pigalle, en París (Francia), fue desde 1871 y hasta finales del siglo XIX, un lugar de encuentro para los artistas del movimiento impresionista tales como Matisse, Van Gogh y Degas. Debe su nombre al distrito en el que estaba ubicado, tan lleno de la arquitectura neoclásica inspirada en el arte griego. Sirvió como telón de fondo de muchas pinturas impresionistas, como El ajenjo que Edgar Degas pintó en el local. Otro ilustre visitante fue el excéntrico compositor Erik Satie, que tocaba el piano en la cafetería, y allí fue presentado a Maurice Ravel, que tenía en aquel momento quince años, por el padre de este último.
A partir de 1940, el café pasó a llamarse Sphynx, convirtiéndose en un club de estriptis frecuentado por los nazis y más tarde por la resistencia francesa. Desde la década de 1960 a la de los 1990 fue conocido como The New Moon, primero un cabaret lésbico y después un local de rock donde actuaban grupos como Mano Negra, French Lovers, Noir Désir, Calvin Russel, Naked Apes of Reason, Les Wampas, y muchos otros grupos. 
El antiguo edificio fue destruido por un incendio en el año 2004 y demolido.